# Kisbéri
Der Kisbéri (auch: Kisbéri félvér, Kisbérer Halbblut) ist ein halbblütige Pferderasse aus Ungarn.
Hintergrundinformationen zur Pferdebewertung und -zucht finden sich unter: Exterieur, Interieur und Pferdezucht.

## Exterieur
Allgemein ist der Kisbéri félvér ein leichter Halbblüter und ähnelt dem Englischen Vollblut.
Der noble, trockene Kopf des Kisbéri ist mit kleinen, aktiven Ohren und hervorstehenden Augen versehen. Der lange Hals ist leicht gewölbt, manchmal etwas gerade, die Brust schmal, aber tief. Der mittelhohe Widerrist reicht weit in den kurzen Rücken mit guter Rippenwölbung und Sattellage hinein, an den sich eine muskulöse Nierenpartie anschließt. Die überbaute, lange Kruppe besitzt eine durchschnittliche Bemuskelung. Das leichte und trockene, aber harte Fundament weist kräftige Bemuskelung, knappe Gelenke sowie mittellange Röhrbeine und Fesseln auf, außerdem eine zumeist inkorrekte Stellung. Die Hufe sind klein und hart.
Ein Großteil der Kisbérer sind Füchse und Braune, Schimmel und Rappen sind rar. Abzeichen, auch großflächigere, kommen vor.
Das Stockmaß liegt etwas über 160 cm, das Gewicht um 475 kg.

## Mechanik
Der Kisbéri félvér besitzt leichte, bodendeckende Gangarten und gute Springanlagen.

## Interieur
Das Kisbérer Halbblut hat ein sehr lebhaftes, teils anstrengendes Temperament und ist ausgesprochen ausdauernd.

## Verwendung
Der Kisbéri ist ein gutes Reitpferd, für die Vielseitigkeit und Distanzritte, aber auch für andere Reitsportarten.

## Zucht

### Geschichte
Der Kisbéri entstand im 1853 von Franz Joseph I. 1853 als ein kaiserlich-königliches Militärgestüt gegründete Gestüt Kisbér, das ursprünglich im Eigentum von Graf Kázmér Batthyány stand, aber konfisziert wurde. 1867 zahlte der ungarische Staat den Erben Batthyánys 1,7 Millionen Forint, um das Gestüt rechtmäßig zu erwerben. Dort wurden Englische Vollblüter gezüchtet, und zwar mit großem Erfolg, wie den Hengst Kisber oder aber die Stute Kincsem, die es mit 54 Siegen in 54 Pferderennen in das Guinness Book of World Records schaffte.
Gleichzeitig entwickelte man einen Halbblüter, den Kisbéri, mit dem Ziel, die meist zu nervösen und zu leicht gebauten Englischen Vollblüter durch die Entwicklung eines wirtschaftlicheren und gebrauchsfähigeren Halbblüters zu ersetzen. Das Zuchtbuch besteht seit 1860.
Die heterogene Stutenpopulation (siehe Tabelle unten) im Gestüt wurde über mehrere Generationen mit Englischen Vollbluthengsten gekreuzt, und schließlich wurden die erfolgreichsten Stämme untereinander verpaart und die neue Pferderasse entstand.
| Rasse                         | Anzahl |
| ----------------------------- | ------ |
| Englisches Vollblut           | 108    |
| Halbblüter aus Großbritannien | 131    |
| Arabisches Vollblut           | 69     |
| Halbblüter aus Irland         | 51     |
| Norfolk Trotter               | 23     |
| Mecklenburger                 | 17     |
| Percheron                     | 11     |
| Lipizzaner                    | 9      |

Nach dem Ersten Weltkrieg wurde die Forderung nach einem schwereren, großrahmigeren Pferd laut. Aus diesem Grund führte man Halbblüter aus eigener Zucht und Furiosos aus dem Gestüt Mezőhegyes, und auch Trakehner und Hannoveraner hinzu. Dies führte gleichzeitig zur Konsolidierung der Rasse, ohne dass diese an Adel und Leistungsbereitschaft verlor. Dabei achtete man sehr darauf, das elegante Erscheinungsbild beizubehalten.
Nach dem Zweiten Weltkrieg verlor der Kisbéri seine Aufgabe als Militärpferd und auch in der Landwirtschaft sank der Bedarf an Pferden, weswegen man mit der Umzüchtung zum modernen Sportpferd begann, indem man 1950 Trakehner aus Deutschland importierte und der Kisbéri-Population zugeführte. Die Umzüchtung hatte aber auch in den 1960er-Jahren einen enormen Einbruch der reinrassigen Stutenpopulation als Folge. Um dies zu stoppen, wurde 1989 die Nationale Vereinigung von Züchtern des Kisbéri félvérs gegründet.
1961 wurde das Gestüt Kisbér geschlossen und die Zuchtpferde wurden auf das Gestüt Dalmand überführt.

### Derzeitige Situation
Das Zuchtziel ist ein Halbblut, das sowohl als attraktives Reitpferd als auch als leichtes, aber robustes Fahrpferd und Sportpferd eingesetzt werden können soll. Es soll die Eigenschaften des Englischen Vollbluts besitzen, aber in größerem Rahmen stehen und massiver gebaut sein.
Kreuzungen mit Trakehnern, Arabischen Vollblütern, Anglo-Arabern, Shagya-Arabern und Selle Francais sind gestattet, sofern diese einen Pedigree über mindestens vier Generationen besitzen und eine Größe von über 160 cm aufweisen.
Seit 2022 steht für die Kisbéri-Zucht in Österreich mit Istafan IQ II ein hervorragender Deckhengst zur Verfügung.

### Populationsgröße
Es befinden sich weniger als 1100 Exemplare in Ungarn im Zuchteinsatz (Stand 2021). Die weltweite Gesamtpopulation scheint sich auf unter 2000 Exemplare zu belaufen.